# 大内満春
大内 満春（おおうち みつはる、1987年3月20日 - ）は日本の管楽器奏者。

## 来歴
高校卒業後、グローバル管楽器技術学院を経て、楽器修理に従事したのち、2010年プロ転向。川村裕司、堀恵二にサックスを師事。
2012年よりオーサカモノレールのサックス向井志門率いるthe Swingin'Devilsにレギュラー参加。
2015年よりGENTLE FOREST JAZZ BANDにメンバーとして加入。同年、逝去した堀恵二の後任として母校グローバル管楽器技術学院のジャズサックス科講師就任。
2021年、トロンボーン奏者大田垣正信と双頭クインテットを立ち上げ、2023年epiceに改名。また、同年フランスのリードメーカーであるMarcaのGold Artistとしてエンドース契約。
他に現在、鈴木直樹&スウィングエース、鈴木直樹&ポップスウィングオーケストラ、岸義和bigband、岸義和&近藤淳昭和歌謡バンド、藤野めぐみ&Cabin in the sky、内田光昭クインテット、まつきり三郎とスイングバイブラザーズ、the Honkerz、silky bullets、ウキヨホテルバンドなどにレギュラー参加している。
二階堂和美、creepy nuts、レキシ、大原櫻子、山崎育三郎、香取慎吾、西川貴教、大泉洋、山田孝之、浜野謙太、片岡愛之助、物部彩花、翠千賀、モーニング娘。、東京03、おぎやはぎ、小松政夫、寺泉憲らと舞台、映像、レコーディングなどで共演。
影響を受けたプレイヤーは、レスター・ヤング、ズート・シムズ、スタン・ゲッツ、コールマン・ホーキンス、サム・ブテラ、ブーツ・ランドルフ、キング・カーティス、ウェイン・ショーター、アール・ボスティック、ファラオ・サンダース、松本英彦、松浦ヤスノブ、川村裕司、右近茂、西条孝之介など。

## ディスコグラフィ
- 2008年「Qui」Qui
- 2015年「スリリング・ザ・バンド」GentleForestJazzBand
- 2015年「HONK!」the Honkerz
- 2016年「GOTTA-NI」二階堂和美withGentleForestJazzBand
- 2017年「sing!swing!CUE!」creative office cue 25th anniversaryalbum
- 2018年「ムキシ」レキシ
- 2018年「GFJB」GentleForestJazzBand
- 2019年「ダンスウィズミー オリジナルサウンドトラック」
- 2020年「海辺の映画館 オリジナルサウンドトラック」
- 2020年「ヤッホー」みぃつけた（#6）
- 2020年「SUPERMARKET」藤原さくら
- 2020年「GENTLEMAN's BAG」GentleForestJazzBand
- 2021年「SUPERMARKET LIVE2021 at中野サンプラザ」藤原さくら
- 2021年「vintage music street」silky bullets
- 2022年「Nice To Meet You」 Shogo Uchino
- 2024年「NICE BIG BAND」GentleForestJazzBand
- 2024年「AFTERNOON」epice
- 2024年「NIGHT」epice
- 2025年「YOAKE」epice